# نامزد نوشتنی
نامزد نوشتنی نامزدی ست که در انتخاباتی نامزد شده که نامش روی تعرفه انتخاباتی ظاهر نمی‌شود، ولی با این حال رای‌دهندگان می‌توانند با نوشتن نام او بر تعرفه به او رای دهند. این نظام انتخاباتی تقریباً تماماً منحصر به انتخابات آمریکاست. نامزدی‌های نوشتنی گاهی ناشی از این است که نامزد به دلایل قانونی واجد شرایط رقابت با نام خود یا در حزب خود نیست. بسته به قانون انتخابات، چنین نامزدی اگر بتواند با به دست آوردن تعداد کافی از این آرای ثبت شده، در انتخابات پیروز شود، این آرا آن گونه مساوی به حساب می‌آیند که گویی این فرد به‌طور رسمی در تعرفه انتخاباتی فهرست شده باشد.
نامزدهای نوشتنی به ندرت برنده می‌شوند و آرا برای افراد فاقد شرایط یا تخیلی به صندوق ریخته می‌شوند.

## ایالات متحده
|  | نیازی به ثبت نام نیست                                                            |
|  | ثبت نام الزامی است                                                               |
|  | نامزد نوشتنی برای انتخاب رئیس‌جمهور مجاز نیست، ثبت نام برای دیگر موارد الزامی است |
|  | نامزد نوشتنی فقط برای جایگزین‌ها مجاز است                                         |
|  | نامزد نوشتنی مجاز نیست                                                           |

شرایط لازم برای نامزدهای ثبت نام در انتخابات عمومی ۲۰۲۴ ایالات متحده

در ایالات متحده شرایط لازم برای حضور در تعرفه انتخاباتی در انتخابات عمومی به عنوان یک نامزد مستقل یا شمارش آرا کتبی بسته به ایالت و دفتر سیاسی مورد نظر متفاوت است:
از سال ۲۰۲۴، ۴۰ ایالت و ناحیه کلمبیا اجازه می‌دهند رای‌های ثبت شده در برگه‌های نامزد نوشتنی، از جمله برای انتخاب رئیس‌جمهور، ثبت شود. ایالت‌های آلاسکا، نیومکزیکو و کارولینای جنوبی به نامزدهای ثبت نام برای برخی از مناصب اجازه می‌دهند اما نه برای ریاست جمهوری. می‌سی‌سی‌پی اجازه می‌دهد رای‌های ثبت‌شده تنها برای جایگزینی نامزدی که در تعرفه انتخاباتی حذف شده، انصراف داده یا فوت کرده است، جایگزین شود.
آرکانزاس، هاوایی، لوئیزیانا، نوادا، اوکلاهاما و داکوتای جنوبی اجازهٔ رای نامزد نوشتنی نمی‌دهند. در بیشتر حوزه‌های قضایی که اجازهٔ این رأی‌گیری را می‌دهند، نامزدها مستلزم این هستند که تا تاریخ معینی برای شمارش آرای خود ثبت‌نام کنند. معمولاً این ثبت نام فقط شامل یک اعلامیهٔ نامزدی است، اما برخی از ایالت‌ها به امضای تعداد معینی از رأی دهندگان، اسناد اضافی یا پرداخت هزینه‌ها نیز نیاز دارند. مهلت ثبت نام به عنوان نامزد ثبت نام معمولاً دیرتر از درخواست ثبت نام در برگه رأی است.